# 若奈-克朗
若奈-克朗（法語：Jaunay-Clan，法語發音：[ʒonɛ klɑ̃]）是法国新阿基坦大区维埃纳省的一个旧市镇，位于该省中部，属于普瓦捷区和大普瓦捷城市公共社区。2017年1月1日，若奈-克朗和相邻的马里尼-布里宰合并成为若奈-马里尼（Jaunay-Marigny），并成为政府驻地。

## 地理
若奈-克朗（46°41'8"N, 0°22'12"E）面积27.48 平方千米，位于法国新阿基坦大区维埃纳省，该省份为法国中西部省份，北起曼恩-卢瓦尔省和安德尔-卢瓦尔省，西接德塞夫勒省，南至夏朗德省，东南接上维埃纳省，东临安德尔省。
与若奈-克朗接壤的市镇（或旧市镇、城区）包括：阿旺通、普瓦图地区沙斯讷伊、迪赛、马里尼-布里宰、圣乔治莱巴亚若、普瓦图地区旺德夫尔。

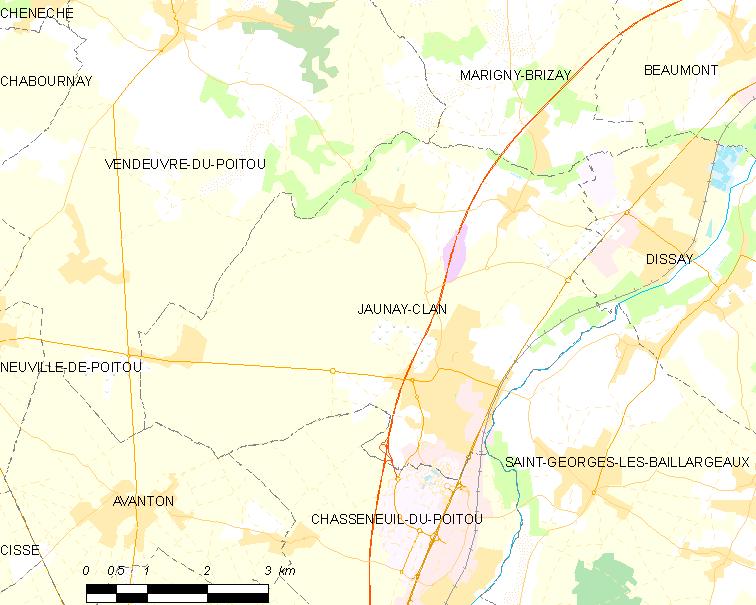
若奈-克朗的OSM定位图

若奈-克朗的时区为UTC+01:00、UTC+02:00（夏令时）。

## 行政
若奈-克朗的邮政编码为86130，INSEE市镇编码为86115。

## 政治
若奈-克朗所属的省级选区为若奈-马里尼县。

## 人口

1962-2008年间若奈-克朗人口变化图示

若奈-克朗于2018年1月1日时的人口数量为6278人。